# Liste des œuvres classées à Notre-Dame de Vitré
 (mars 2024).
L'église Notre-Dame de Vitré a été classée aux monuments historiques par liste en 1840.
Elle compte 15 objets classés dont ses grandes-orgues (buffet et partie instrumentale) et un triptyque d'émaux peints de Limoges (32 plaques d'émail).
| Monument historique                                                                                  | Protection | Date de la protection | Référence            | Photo |
| --- | ---------- | --------------------- | -------------------- | ----- |
| Le jugement dernier (tableau)                                                                        | classé     | 12 janvier 1897       | Notice no PM35000940 |       |
| La Résurrection (tableau)                                                                            | classé     | 12 janvier 1897       | Notice no PM35000939 |       |
| Jésus devant Pilate (tableau)                                                                        | classé     | 12 janvier 1897       | Notice no PM35000938 |       |
| Ecce Homo (tableau)                                                                                  | classé     | 12 janvier 1897       | Notice no PM35000937 |       |
| La Cène (tableau)                                                                                    | classé     | 12 janvier 1897       | Notice no PM35000936 |       |
| Le Christ et la Vierge (tableau)                                                                     | classé     | 12 janvier 1897       | Notice no PM35000935 |       |
| Les Bergers (tableau)                                                                                | classé     | 12 janvier 1897       | Notice no PM35000934 |       |
| La Crèche (tableau)                                                                                  | classé     | 12 janvier 1897       | Notice no PM35000933 |       |
| Le calvaire (tableau)                                                                                | classé     | 12 janvier 1897       | Notice no PM35000932 |       |
| La Véronique (tableau)                                                                               | classé     | 12 janvier 1897       | Notice no PM35000931 |       |
| La Prière au jardin des oliviers (tableau)                                                           | classé     | 12 janvier 1897       | Notice no PM35000930 |       |
| Le lavement des pieds (tableau)                                                                      | classé     | 12 janvier 1897       | Notice no PM35000929 |       |
| La circoncision (tableau)                                                                            | classé     | 12 janvier 1897       | Notice no PM35000928 |       |
| L’adoration des mages (tableau)                                                                      | classé     | 12 janvier 1897       | Notice no PM35000927 |       |
| La Nativité de la Vierge (tableau)                                                                   | classé     | 12 janvier 1897       | Notice no PM35000926 |       |
| La Réconcilation d'Anne et de Joachim (tableau)                                                      | classé     | 12 janvier 1897       | Notice no PM35000925 |       |
| La descente aux limbes (tableau)                                                                     | classé     | 12 janvier 1897       | Notice no PM35000924 |       |
| La mise au tombeau (tableau)                                                                         | classé     | 12 janvier 1897       | Notice no PM35000923 |       |
| Pitié avec le donateur (tableau)                                                                     | classé     | 12 janvier 1897       | Notice no PM35000922 |       |
| La descente de croix (tableau)                                                                       | classé     | 12 janvier 1897       | Notice no PM35000921 |       |
| Le couronnement d’épines (tableau)                                                                   | classé     | 12 janvier 1897       | Notice no PM35000920 |       |
| La flagellation (tableau)                                                                            | classé     | 12 janvier 1897       | Notice no PM35000919 |       |
| Jésus devant Caïphe (tableau)                                                                        | classé     | 12 janvier 1897       | Notice no PM35000918 |       |
| Le baiser de Judas (tableau)                                                                         | classé     | 12 janvier 1897       | Notice no PM35000917 |       |
| L’entrée à Jérusalem (tableau)                                                                       | classé     | 12 janvier 1897       | Notice no PM35000916 |       |
| Le Baptême du Christ (tableau)                                                                       | classé     | 12 janvier 1897       | Notice no PM35000915 |       |
| Le Massacre des Innocents (tableau)                                                                  | classé     | 12 janvier 1897       | Notice no PM35000914 |       |
| La Crèche (tableau)                                                                                  | classé     | 12 janvier 1897       | Notice no PM35000913 |       |
| La visitation (tableau)                                                                              | classé     | 12 janvier 1897       | Notice no PM35000912 |       |
| L’Annonciation (tableau)                                                                             | classé     | 12 janvier 1897       | Notice no PM35000911 |       |
| Le mariage de la Vierge (tableau)                                                                    | classé     | 12 janvier 1897       | Notice no PM35000910 |       |
| La présentation de la Vierge au temple’' (tableau)                                                   | classé     | 12 janvier 1897       | Notice no PM35000909 |       |
| Retable triptyque de la légende de la Vierge                                                         | classé     | 12 janvier 1897       | Notice no PM35000777 |       |
| Le couronnement de sainte Cécile (tableau)                                                           | classé     | 10 mai 1976           | Notice no PM35000718 |       |
| Le Christ en croix entre la Vierge et saint Jean accompagnés de sept donateurs agenouillés (tableau) | classé     | 24 février 1910       | Notice no PM35000713 |       |
| L’entrée du Christ à Jérusalem (verrière)                                                            | classé     | 1840                  | Notice no PM35000776 |       |
| Monument funéraire de Pierre Hubert                                                                  | classé     | 1840                  | Notice no PM35000775 |       |
| orgue de tribune                                                                                     | classé     | 28 février 1986       | Notice no PM35001023 |       |
| Orgue de tribune (partie instrumentale)                                                              | classé     | 28 février 1986       | Notice no PM35000720 |       |
| Ostensoir                                                                                            | classé     | 10 mai 1976           | Notice no PM35000719 |       |
| Bénitier                                                                                             | classé     | 2 avril 1969          | Notice no PM35000717 |       |
| Bénitier                                                                                             | classé     | 2 avril 1969          | Notice no PM35000716 |       |
| Calice                                                                                               | classé     | 14 septembre 1957     | Notice no PM35000715 |       |
| Calice                                                                                               | classé     | 14 septembre 1957     | Notice no PM35000714 |       |
| Cloche                                                                                               | classé     | 6 novembre 1909       | Notice no PM35000712 |       |
| Vantail                                                                                              | classé     | 6 novembre 1909       | Notice no PM35000711 |       |
| Vantaux                                                                                              | classé     | 10 décembre 1906      | Notice no PM35000710 |       |
| Vantail                                                                                              | classé     | 1840                  | Notice no PM35000709 |       |